# Har Yotvata
Har Yotvata (hebreiska: הר יטבתה) är ett berg i Israel.   Det ligger i distriktet Södra distriktet, i den södra delen av landet. Toppen på Har Yotvata är 342 meter över havet.
Terrängen runt Har Yotvata är kuperad västerut, men österut är den platt. Terrängen runt Har Yotvata sluttar brant österut. Runt Har Yotvata är det ganska glesbefolkat, med 36 invånare per kvadratkilometer. Närmaste större samhälle är Newé H̱arif, 18,5 km norr om Har Yotvata. Trakten runt Har Yotvata är ofruktbar med lite eller ingen växtlighet.